# 安格莱斯
安格莱斯（西班牙語：Anglés）是西班牙加泰罗尼亚赫罗纳省的一个市镇。总面积16平方公里，总人口4739人（2001年），人口密度296人/平方公里。